# Zevener Geest
Zevener Geest er et landskab, der udgør en del af Stader Geest, og ligger i den nordøstlige del af den tyske delstat Niedersachsen. Det har   navn efter byen  Zeven i Landkreis Rotenburg (Wümme).

## Geografi
Zevener Geest ligger mellem floderne Elben og Weser, og mellem byerne  Hamburg, Bremen og Bremerhaven. Det strækker sig mellem  Sottrum, Bremervörde, Stade, Buxtehude, Tostedt, Scheeßel og Rotenburg (Wümme). Det grænser mod vest til Hamme-Oste-Niederung med Teufelsmoor, mod syd til Wümmeniederung og mod nordvest til  Wesermünder Geest..
Zevener Geest hører under  landkreisene Verden, Harburg, Rotenburg (Wümme) og Stade.

## Byer i området
- Apensen
- Bremervörde
- Buxtehude
- Gnarrenburg
- Gyhum
- Harsefeld
- Heeslingen
- Kutenholz
- Ottersberg
- Selsingen
- Sittensen
- Sottrum
- Stade
- Tarmstedt
- Tostedt
- Zeven